# Nicole McClure
Nicole Althea McClure (Jamaica, 16 novembre 1989) è una calciatrice giamaicana, portiere del Sion Swifts e della nazionale giamaicana femminile.

## Carriera

### Nazionale
Con la Nazionale giamaicana femminile ha preso parte alla CONCACAF Women's Championship 2018. Inoltre fa parte della rosa per i mondiali di Francia 2019, dove fa da seconda a Sydney Schneider.